# مارموت آلپی
مارموت آلپی (نام علمی: Marmota marmota) گونه‌ای جونده از سرده مارموت است.